# Łowiczek (gromada)
Łowiczek – dawna gromada, czyli najmniejsza jednostka podziału terytorialnego Polskiej Rzeczypospolitej Ludowej w latach 1954–1972.
Gromady, z gromadzkimi radami narodowymi (GRN) jako organami władzy najniższego stopnia na wsi, funkcjonowały od reformy reorganizującej administrację wiejską przeprowadzonej jesienią 1954 do momentu ich zniesienia z dniem 1 stycznia 1973, tym samym wypierając organizację gminną w latach 1954–1972.
Gromadę Łowiczek z siedzibą GRN w Łowiczku utworzono – jako jedną z 8759 gromad na obszarze Polski – w powiecie aleksandrowskim w woj. bydgoskim, na mocy uchwały nr 24/1 WRN w Bydgoszczy z dnia 5 października 1954. W skład jednostki weszły obszary dotychczasowych gromad Łowiczek, Kaniewo, Kościuszkowo, Wójtówka i Łówkowice ze zniesionej gminy Bądkowo oraz obszary dotychczasowych gromad Żółnowo (bez miejscowości Helenowo) i Kajetanowo ze zniesionej gminy Koneck w tymże powiecie. Dla gromady ustalono 19 członków gromadzkiej rady narodowej.
1 stycznia 1958 z gromady Łowiczek wyłączono wieś Żołnowo, włączając ją do gromady Koneck w tymże powiecie.
31 grudnia 1961 do gromady Łowiczek włączono wieś Sinki II ze zniesionej gromady Siniarzewo w tymże powiecie.
Gromadę zniesiono 1 stycznia 1972, a jej obszar włączono do gromad Bądkowo (sołectwa Kaniewo, Łowiczek Pierwszy, Łowiczek Drugi, Łówkowice, Sinki Drugie i Wojtówka) i Koneck (sołectwo Kajetanowo) w tymże powiecie.